# Иван Иванов (щангист)
Вижте пояснителната страница за други личности с името Иван Иванов.
Иван Иванов е български състезател по вдигане на тежести. Четири пъти е световен шампион (1989, 1990, 1991 и 1993).

## Биография
Роден е на 27 август 1971 г. в град Шумен. Тренира вдигане на тежести от 1984 г. при треньора Велико Великов в Средното спортно училище в Шумен. Първите му успехи са като юноша.
На европейски първенства в категория до 56 кг. печели златен медал в Риза (1998), сребърен в София (2000) и бронзов в Ла Коруня (1999). Бронзов медалист от световното първенство в Лахти (1998).
Върхът в кариерата му е на летните олимпийски игри в Барселона през 1992 г., където печели златния медал.
Заема шесто място на летните олимпийски игри в Аталанта през 1996 г. На летните олимпийски игри в Сидни през 2000 г. е втори, но медалът му е отнет поради употреба на допинг.
Работи като треньор в Хърватска. Избран е за национален селекционер на отбора по вдигане на тежести през юни 2011 г.
Спортист на годината № 2 за 1992 г. Избран е за Спортист на Балканите през 1993 г. Почетен гражданин на Шумен с решение на Общинския съвет от 28.10.2021 г.